# Norskt Kallblodsderby
Norskt Kallblodsderby är ett årligt travlopp för 4-åriga kallblodiga travare som körs på Bjerke Travbane i Norge i september. Loppet har körts sedan 1932, och var mellan 1936 och 1954 öppet för 5-åriga kallblodiga travare. Loppet kördes inledningsvis över distansen 2000 meter med autostart men utökades sedan till distansen 2200 meter med autostart (1942). Sedan 1968 körs loppet över 2600 meter med autostart.

## Segrare
| År   | Vinnare          | Körsven            | Tränare            | Tid      | Odds  |
| ---- | ---------------- | ------------------ | ------------------ | -------- | ----- |
| 2021 | Tangen Bork      | Tom Erik Solberg   | Öystein Tjomsland  | 1.26,1a  | 1,73  |
| 2020 | Grisle Odin G.L. | Öystein Tjomsland  | Öystein Tjomsland  | 1.25,2ag | 1,72  |
| 2019 | Nordsjö Odin     | Öystein Tjomsland  | Öystein Tjomsland  | 1.25,3a  | 1,43  |
| 2018 | Tekno Eld        | Ulf Ohlsson        | Jan-Olov Persson   | 1.26,3a  | 1,58  |
| 2017 | Will Prinsen     | Åsbjörn Tengsareid | Anders L. Wolden   | 1.25,8a  | 18,88 |
| 2016 | Ingbest          | Tom Erik Solberg   | Frode Hamre        | 1.25,2a  | 3,08  |
| 2015 | Järvsörappen     | Jomar Blekkan      | Jomar Blekkan      | 1.24,4a  | 3,89  |
| 2014 | Lannem Silje     | Tor Wollebæk       | Ola M. Skrugstad   | 1.23,2a  | 1,12  |
| 2013 | Timian Scott     | Vidar Hop          | Lars O. Romtveit   | 1.26,0ag | 9,19  |
| 2012 | Tekno Odin       | Öystein Tjomsland  | Öystein Tjomsland  | 1.23,9a  | 1,11  |
| 2011 | Wik Stjernen     | Gunnar Austevoll   | Morten Wik         | 1.26,5a  | 2,64  |
| 2010 | Norheim Faksen   | Tom Erik Solberg   | Lars O. Romtveit   | 1.26,5a  | 3,62  |
| 2009 | Bork Odin        | Tom Erik Solberg   | Lars O. Romtveit   | 1.27,8a  | 5,84  |
| 2008 | Järvsöviking     | Jan-Olov Persson   | Jan-Olov Persson   | 1.27,2a  | 1,40  |
| 2007 | Tangen Scott     | Vidar Hop          | Lars O. Romtveit   | 1.27,8a  | 9,72  |
| 2006 | Moe Brage        | Asbjörn Mehla      | Tor Martin Moe     | 1.27,2a  | 4,35  |
| 2005 | Mörtvedt Jerkeld | Asbjörn Mehla      | Morten Wik         | 1.24,9a  | 1,56  |
| 2004 | Torpa Carl       | Åsbjörn Tengsareid | Åsbjörn Tengsareid | 1.27,4a  | 1,83  |
| 2003 | Storm Jo         | Jomar Blekkan      | Jon A. Högstad     | 1.27,9a  | 1,79  |
| 2002 | Lundfrigg        | Kai Johansen       | Espen Stordal      | 1.29,4a  | 1,97  |
| 2001 | Moe Odin         | Asbjörn Mehla      | Tor Martin Moe     | 1.27,7a  | 1,24  |
| 2000 | Kjöstad Jo       | Jomar Blekkan      | Jon A Högstad      | 1.28,2a  | 2,22  |
| 1999 | Lome Elden       | Vidar Hop          | John Hasle         | 1.28,1a  | 1,14  |
| 1998 | Järvsöfaks       | Jan-Olov Persson   | Jan-Olov Persson   | 1.27,2a  | 2,36  |
| 1997 | Slogum Jörn      | Petter Glittum     | Petter Glittum     | 1.28,1a  | 6,10  |
| 1996 | Slogum Björn     | Rune Wiig          | Kjell Håkonsen     | 1.29,8a  | 1,77  |
| 1995 | Spang Best       | Tor Wollebæk       |                    | 1.31,5a  | 1,88  |
| 1994 | Sarpen           | Dagfinn Aarum      |                    | 1.32,6a  | 2,72  |
| 1993 | Lundilen         | Dagfinn Aarum      |                    | 1.29,0a  | 22,64 |
| 1992 | Viljesterk       | Tor Wollebæk       |                    | 1.29,8a  | 8,85  |
| 1991 | Torden Knut      | Kjell Håkonsen     |                    | 1.30,8a  | 2,59  |
| 1990 | Lykkebron        | Kjell Håkonsen     |                    | 1.31,0a  | 1,56  |
| 1989 | Atom Vinter      | Arve G Blihovde    |                    | 1.30,3a  | 1,27  |
| 1988 | Fjeldar          | Thor Borg          |                    | 1.31,3a  | 2,77  |
| 1987 | Slått Pil        | Asbjörn Mehla      |                    | 1.32,7a  | 1,68  |
| 1986 | Lund Jerker      | Gunnar Eggen       |                    | 1.35,0a  | 1,36  |
| 1985 | Alm Svarten      | Ulf Thoresen       |                    | 1.32,4a  | 1,59  |
| 1984 | Perle Troll      | Boye Ölstören      |                    | 1.33,1a  | 3,30  |
| 1983 | Lyngsvarten      | Benn Orre          |                    | 1.34,7a  | 5,82  |
| 1982 | Kinge Balder     | Gunnar Diskerud    |                    | 1.34,7a  | 2,20  |